# BASEketball
BASEketball is een filmkomedie uit 1998 onder regie van David Zucker. South Park-bedenkers Trey Parker en Matt Stone spelen hierin de hoofdrollen. Actrices Yasmine Bleeth en Jenny McCarthy werden voor hun prestaties genomineerd voor Golden Raspberry Awards.

## Verhaal
Joe Cooper en Doug Remer zouden grote sportsterren willen zijn, maar missen hiervoor het atletische vermogen. Wanneer ze op een dag op een pleintje belanden en uitgedaagd worden tot een sportwedstrijd, beginnen ze ter plekke regels te verzinnen om maar te kunnen winnen. Het spel wordt zo een soort combinatie tussen honkbal en basketbal. Het bedenksel slaat aan en groeit uit tot een populaire nationale sport, met Cooper en Remer als grote sterren van het team Milwaukee Beers. Wanneer organisator Ted Denslow sterft, moeten de Beers de volgende Denslow Cup winnen zodat Cooper het eigendom van het team erft, dat anders van Yvette Denslow  wordt.

## Rolverdeling
| Acteur           | Personage              |
| ---------------- | ---------------------- |
| Trey Parker      | Joe Cooper             |
| Matt Stone       | Doug Remer             |
| Yasmine Bleeth   | Jenna Reed             |
| Dian Bachar      | Kenny 'Squeak' Scolari |
| Jenny McCarthy   | Yvette Denslow         |
| Ernest Borgnine  | Ted Denslow            |
| Robert Vaughn    | Baxter Cain            |
| Trevor Einhorn   | Joey Thomas            |
| Stephen McHattie | Verteller              |

Trey Parker zet in BASEketball op zeker moment zowel het stemmetje van Cartman als dat van Mr. Garrison uit South Park een keer op.